# Хобда
Хобда (Болшая Хобда) (на казахски: Қобда; на руски: Хобда) е река в Актобенска област на Казахстан и частично по границата с Оренбургска област на Русия, ляв приток на Илек (ляв приток на Урал). Дължина 225 km (с дясната съставяща я река Карахобда 363 km). Площ на водосборния басейн 14 700 km².
Река Хобда се образува под името Болшая Хобда от сливането на реките Саръхобда (лява съставяща) и Карахобда (дясна съставяща), на 160 m н.в., на 37 km източно от районния център село Хобда в Актобенска област на Казахстан. Двете реки водят началото си от Подуралското плато. С изключение на първите си 40 km и последните 15 km, в които тече в западна посока, в останалата си част тече на северозапад през Подуралското плато в широка долина. Последните 15 km по течението ѝ преминава държавната граница между Русия и Казахстан. Влива се отляво в река Илек (ляв приток на Урал) при нейния 184 km, на 86 m н.в., при село Покровка, Оренбургска област. Река Хобда получава малко притоци: Саръхобда, Саукоин, Ишкарган (леви); Карахобда (138 km), Малая Хобда (116 km). Има предимно снежно подхранване. През лятото на отделни участъци пресъхва. Оттокът ѝ през годината силно се колебае: от 650 m³/sec по време на пролетното пълноводие до 3 m³/sec през зимното маловодие. Водите ѝ частично си използват за напояване. По течението ѝ са разположени няколко населени места само в Актобенска област на Казахстан, в т.ч. селата районни центрове Хобда (бивше Новоалексеевка) и Акраб.